# Сан-Педро-де-Латарсе
Сан-Педро-де-Латарсе (ісп. San Pedro de Latarce) — муніципалітет в Іспанії, у складі автономної спільноти Кастилія-і-Леон, у провінції Вальядолід. Населення — 562 особи (2010).
Муніципалітет розташований на відстані близько 200 км на північний захід від Мадрида, 49 км на захід від Вальядоліда.

## Демографія
Динаміка населення (INE ):

## Галерея зображень

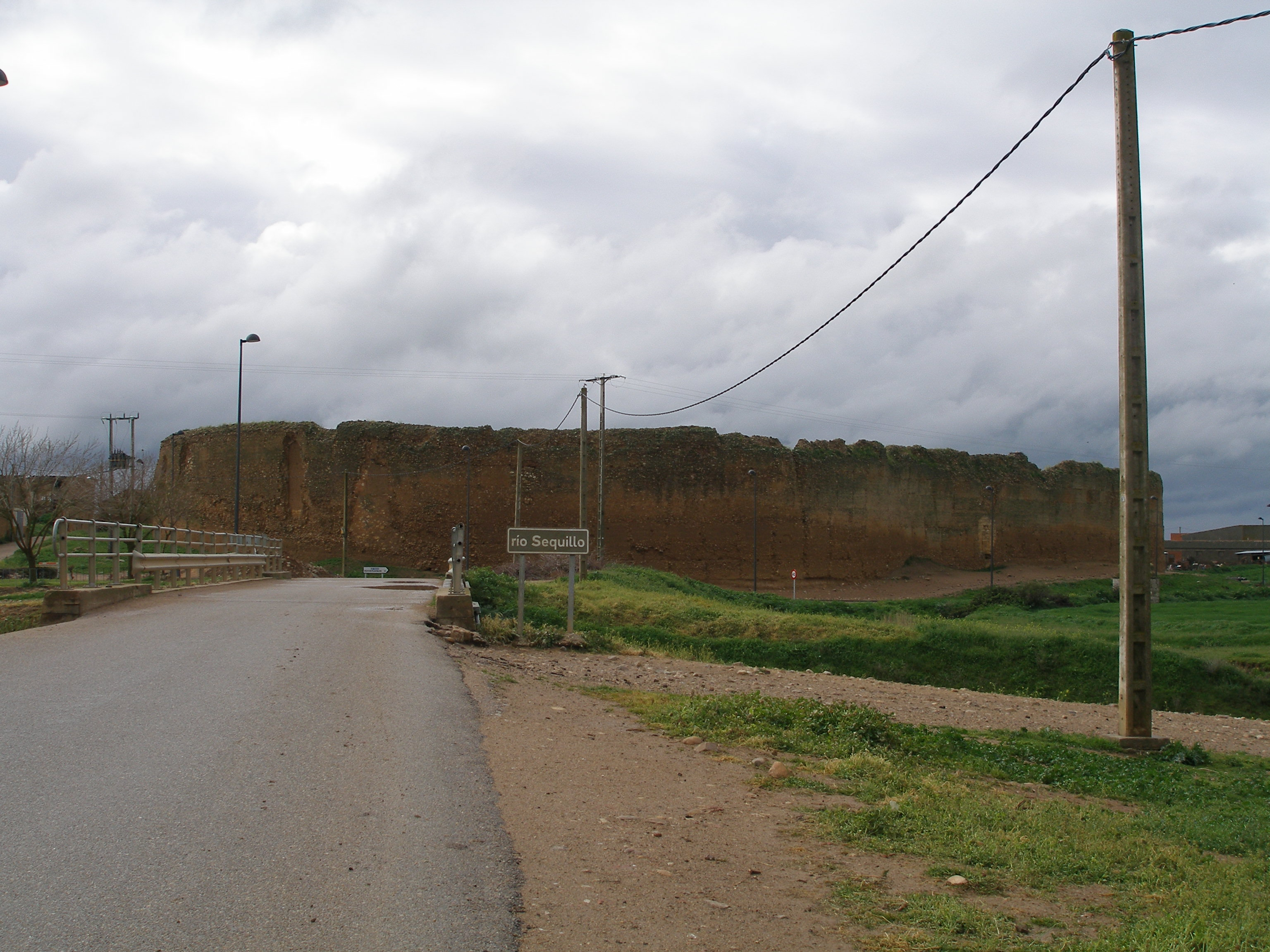
Замок